# Petrophassa
Petrophassa é um gênero de aves da família Columbidae.
As seguintes espécies são reconhecidas:
- Petrophassa rufipennis Collett, 1898
- Petrophassa albipennis Gould, 1841